# Lista odcinków serialu Man Seeking Woman
Poniżej znajduje się lista odcinków serialu telewizyjnego Man Seeking Woman – emitowanego przez amerykańską stację kablową   FX od 14 stycznia 2015 roku. W Polsce serial nie był emitowany.
| Sezon | Sezon | Odcinki | Oryginalna emisja | Oryginalna emisja | Oryginalna emisja | Oryginalna emisja | Oryginalna emisja |
| Sezon | Sezon | Odcinki | Premiera sezonu   | Finał sezonu      | Premiera sezonu   | Finał sezonu      |                   |
| ----- | ----- | ------- | ----------------- | ----------------- | ----------------- | ----------------- | ----------------- |
|       | 1     | 10      | 14 stycznia 2015  | 18 marca 2015     | nieemitowany      | nieemitowany      |                   |
|       | 2     | 10      | 6 stycznia 2016   | 9 marca 2016      | nieemitowany      | nieemitowany      |                   |
|       | 3     | 10      | 4 stycznia 2017   | 8 marca 2017      | nieemitowany      | nieemitowany      |                   |

## Sezon 1 (2015)
| Nr | #  | Tytuł    | Reżyseria       | Scenariusz                     | Premiera FXX     |
| -- | -- | -------- | --------------- | ------------------------------ | ---------------- |
| 1  | 1  | Lizard   | Jonathan Krisel | Simon Rich                     | 14 stycznia 2015 |
| 2  | 2  | Traib    | Jonathan Krisel | Robert Padnick, Simon Rich     | 21 stycznia 2015 |
| 3  | 3  | Pitbull  | Ben Berman      | Daniel Birk, Simon Rich        | 28 stycznia 2015 |
| 4  | 4  | Dram     | Ben Berman      | Sofia Alvarez, Simon Rich      | 4 lutego 2015    |
| 5  | 5  | Sizzurp  | Jonathan Krisel | Robert Padnick                 | 11 lutego 2015   |
| 6  | 6  | Gavel    | Jonathan Krisel | Simon Rich                     | 18 lutego 2015   |
| 7  | 7  | Stain    | Tim Kirkby      | Ian Maxtone-Graham, Simon Rich | 25 lutego 2015   |
| 8  | 8  | Branzino | Tim Kirkby      | Dan Mirk                       | 4 marca 2015     |
| 9  | 9  | Teacup   | Tim Kirkby      | Sofia Alvarez                  | 11 marca 2015    |
| 10 | 10 | Scepter  | Jonathan Krisel | Ian Maxtone-Graham             | 18 marca 2015    |

## Sezon 2 (2016)
| Nr | #  | Tytuł   | Reżyseria           | Scenariusz                | Premiera FXX     |
| -- | -- | ------- | ------------------- | ------------------------- | ---------------- |
| 11 | 1  | Wings   | Daniel Gray Longino | Sofia Alvarez, Simon Rich | 6 stycznia 2016  |
| 12 | 2  | Feather | Michael Dowse       | Robert Padnick            | 13 stycznia 2016 |
| 13 | 3  | Scythe  | Dan Schimpf         | Dan Mirk, Robert Padnick  | 20 stycznia 2016 |
| 14 | 4  | Tinsel  | Michael Dowse       | Sofia Alvarez             | 27 stycznia 2016 |
| 15 | 5  | Card    | Daniel Gray Longino | Robert Padnick            | 3 lutego 2016    |
| 16 | 6  | Honey   | Daniel Gray Longino | Dan Mirk                  | 10 lutego 2016   |
| 17 | 7  | Cactus  | Bill Benz           | Marika Sawyer             | 17 lutego 2016   |
| 18 | 8  | Fuse    | Dan Schimpf         | Dan Mirk                  | 24 lutego 2016   |
| 19 | 9  | Eel     | Bill Benz           | Marika Sawyer             | 2 marca 2016     |
| 20 | 10 | Balloon | Bill Benz           | Ian Maxtone-Graham        | 9 marca 2016     |

## Sezon 3 (2017)
| Nr | #  | Tytuł    | Reżyseria             | Scenariusz       | Premiera FXX     |
| -- | -- | -------- | --------------------- | ---------------- | ---------------- |
| 21 | 1  | Futon    | Rachel Goldenberg     | Dan Mirk         | 4 stycznia 2017  |
| 22 | 2  | Ranch    | Michael Dowse         | Mike O'Brien     | 11 stycznia 2017 |
| 23 | 3  | Horse    | Andy DeYoung          | Mike O'Brien     | 18 stycznia 2017 |
| 24 | 4  | Popcorn  | Ryan Case             | Jason Belleville | 25 stycznia 2017 |
| 25 | 5  | Shrimp   | Andrew DeYoung        | Jason Belleville | 1 lutego 2017    |
| 26 | 6  | Pad Thai | Rachel Lee Goldenberg | Cirocco Dunlap   | 8 lutego 2017    |
| 27 | 7  | Bagel    | Ryan Case             | Stefani Robinson | 15 lutego 2017   |
| 28 | 8  | Dolphin  | Michael Dowse         | Stefani Robinson | 22 lutego 2017   |
| 29 | 9  | Cake     | Michael Dowse         | Aaron Burdette   | 1 marca 2017     |
| 30 | 10 | Blood    | Michael Dowse         | Dan Mirk         | 8 marca 2017     |